# Flora panormitana
Flora panormitana (abreviado Fl. panorm.) es un libro con ilustraciones y descripciones botánicas que fue escrito por el botánico italiano Filippo Parlatore y publicado en el año 1839 con el nombre de Flora Panormitana; sive, Plantarum prope Panormium sponte nascentium enumeratio. Vol. 1, fasc. 1-2..